# Тихонов, Алексей Владимирович
Алексе́й Влади́мирович Ти́хонов (род. 1 ноября 1971 года, Куйбышев, РСФСР, СССР) — российский фигурист, выступавший в парном катании с Марией Петровой, с которой он — чемпион мира (2000), двукратный чемпион Европы (1999, 2000), чемпион России (2006). В 2007 году пара завершила спортивную карьеру. Заслуженный мастер спорта России.
Кроме того, в паре с Ириной Сайфутдиновой, представляя СССР, Алексей Тихонов был бронзовым призёром чемпионата мира среди юниоров в 1989 году. В 1992—1994 годах выступал за Японию с Юкико Кавасаки и является двукратным чемпионом Японии.

## Спортивная карьера
Алексей Тихонов начал заниматься фигурным катанием в пять лет. Первым его тренером была Вера Бирбраер. В четырнадцать лет он перешёл из одиночников в парное катание, а в 1987 году переехал для тренировок в Свердловск к Ардо и Юлии Ренникам. Первого заметного успеха Алексей добился в паре с Ириной Сайфутдиновой — в 1989 году они завоевали бронзовую медаль чемпионата мира среди юниоров. Через год эта пара распалась и Тихонов переехал в Москву, в ЦСКА, для работы у Владимира Захарова в паре с Екатериной Муруговой. Новый дуэт просуществовал около двух лет, затем партнёрша вышла замуж и фигурное катание оставила.
Новой партнёрши для Алексея в России не нашлось, и по предложению Виктора Рыжкина летом 1992 года он переехал в Японию, где встал в пару с бывшей одиночницей Юкико Кавасаки. При полном отсутствии конкуренции (парное фигурное катание в Японии развито очень слабо) дуэт дважды становился чемпионом страны. На международном уровне они становились 15-ми на чемпионате мира и выигрывали бронзу турнира «NHK Trophy» в 1993 году.
Летом 1994 года, приехав в отпуск в Россию и получив предложение от Татьяны Тарасовой поступить в её в ледовый театр «Все звезды», Алексей решил закончить с любительским спортом. В театре Тихонов в течение трёх лет выступал различных спектаклях в паре с Инной Волянской. Играл роль Принца в спектакле «Золушка», потом Чудовище в постановке «Красавица и чудовище».
Однако Алексей мечтал вернуться в большой спорт. В феврале 1996 года он пробовал скататься с Марией Петровой, оставшейся без партнёра после распада пары с Антоном Сихарулидзе, но не решился поменять стабильную работу в шоу и налаженный быт в Москве на тренировки с неясными перспективами в Санкт-Петербурге и через месяц вернулся в театр, в котором оставался вплоть до его развала в 1998 году.
Летом 1998 года Алексей предложил Марии Петровой снова встать в пару. Уже через четыре месяца они выиграли свою первую золотую медаль — на этапе Гран-при «Bofrost Cup on Ice» в Германии, отобрались в финал серии где заняли третье место, а позже, в том же, дебютном для себя сезоне, выиграли чемпионат Европы.
Пара Мария Петрова и Алексей Тихонов становились чемпионами мира и Европы в 2000 году, чемпионами России (в 2006 году), участвовали в двух Олимпиадах (на Играх 2002 года были 6-ми, а в 2006 году — 5-ми).
После чемпионата мира 2006 года Петрова и Тихонов объявили о своём уходе в профессионалы. Однако позже, по просьбе Федерации фигурного катания России, приняли решение остаться в статусе любителей ещё на сезон. В последний год фигуристы совмещали выступления в любительском спорте с участием в шоу «Звезды на льду». На последнем в карьере чемпионате мира Мария и Алексей заняли лишь одиннадцатое место в короткой программе, а от участия в произвольной программе им пришлось отказаться, так как Тихонов получил травму. После возвращения из Токио пара объявила об окончательном уходе из спорта.
В 2025 году перешел в команду академии «Наши Надежды» Татьяны Навки на должность тренера спортивных пар.

## Вне спорта
- Участвовал в проектах Первого канала: «Звёзды на льду» в паре с актрисой Анной Большовой (третье место), «Ледниковый период» в паре с актрисой Алисой Гребенщиковой (третье место) и «Ледниковый период-2» в паре с актрисой Екатериной Стриженовой, в третьем сезоне шоу с актрисой Алёной Бабенко (третье место),  в четвёртом сезоне шоу в паре с певицей Анитой Цой (второе место), в пятом сезоне шоу в паре с актрисой Кристиной Асмус, в шестом сезоне в паре с актрисой Аглаей Тарасовой (а позже после вылета пары он заменил Олега Васильева в паре с Дарьей Мороз), а также в седьмом сезоне в паре с актрисой Ириной Пеговой.
- В 2007 году снимался в эпизодической роли самого себя в телесериале канала СТС «Сваха»[5]. Исполнил одну из главных ролей в телесериале «Жаркий лёд» показанном на Первом канале российского телевидения в 2008 году[5].
- В 2009 году сыграл одну из ролей в спектакле «Ненормальная» по одноименной пьесе Надежды Птушкиной, поставленном на сцене Театра им. Вахтангова[6].

## Личная жизнь
1 февраля 2010 года у Алексея Тихонова и его жены, экс-партнёрши по фигурному катанию, Марии Петровой родилась дочь Полина.

## Спортивные результаты

### Выступления за Россию
(с М. Петровой)
| Соревнования/Сезон                         | 1998—99 | 1999—00 | 2000—01 | 2001—02 | 2002—03 | 2003—04 | 2004—05 | 2005—06 | 2006—07 |
| Зимние Олимпийские игры                    |         |         |         | 6       |         |         |         | 5       |         |
| Чемпионаты мира                            | 4       | 1       | 4       | 4       | 3       | 4       | 2       | 3       | WD      |
| Чемпионаты Европы                          | 1       | 1       | 4       | 3       | 3       | 2       | 3       | 3       | 2       |
| Чемпионаты России                          | 2       | 2       | 2       | 3       | 2       | 2       | 2       | 1       |         |
| Финалы серии Гран-При                      | 3       | 4       | 5       | 5       | 3       | 3       | 2       | 4       | 6       |
| Этапы серии Гран-При: Skate America        |         |         |         |         |         | 2       |         |         |         |
| Этапы серии Гран-При: Skate Canada Int.    | 2       |         | 3       |         |         |         |         | 2       |         |
| Этапы серии Гран-При: Bofrost Cup on Ice   | 1       | 1       | 2       | 3       | 4       |         |         |         |         |
| Этапы серии Гран-При: Cup of China         |         |         |         |         |         | 3       |         | 1       |         |
| Этапы серии Гран-При: Trophee Eric Bompard |         |         |         |         |         |         | 2       |         | 1       |
| Этапы серии Гран-При: Cup of Russia        |         | 1       |         | 2       | 2       |         |         |         | 2       |
| Этапы серии Гран-При: NHK Trophy           | 5       | 1       | 3       |         | 4       | 1       | 1       |         |         |

- WD = снялись с соревнований

### Выступления за Японию
(с Ю. Кавасаки)
| Соревнования       | 1992—1993 | 1993—1994 |
| ------------------ | --------- | --------- |
| Чемпионаты мира    |           | 15        |
| Чемпионаты Японии  | 1         | 1         |
| NHK Trophy         |           | 3         |
| Bofrost Cup on Ice |           | 4         |

### Выступления за СССР
(с И. Сайфутдиновой)
| Соревнования                  | 1988—1989 |
| ----------------------------- | --------- |
| Чемпионаты мира среди юниоров | 3         |

## Фильмография
- 2007 — Сваха (телесериал) — камео
- 2008 — Жаркий лёд (телесериал) — Николай Рокотов
- 2010 — Путейцы-2 (телесериал) — камео
- 2012 — Чрезвычайная ситуация — отец Максима — человек из супермаркета
- 2014 — Мы с дедушкой (полный метр) — режиссёр Александр Кулямин
- 2014 — Память сердца (мини-сериал) — Алексей Корнеев, отец Саши
- 2015 — Деловое предложение (короткометражка)
- 2015 — Морские дьяволы. Смерч 3 (телесериал)
- 2015 — Команда (сериал)
- 2017 — Бумеранг - сериал
- 2017 — Второе зрение
- 2018 — На рассвете (мелодрамма)

## Роли в театре
- 2009 — «Ненормальная»
- 2016 — «Ангел из Баварии» роль Пауля Шпиля «Театр Льва Штурмана»